# Austin Lone Stars
O Austin Lone Stars foi um clube de futebol que competiu no SISL, USISL e United Soccer Leagues de 1987 a 2000. O clube começou originalmente em 1987/88 como Austin Sockadillos na liga SISL indoor original. Eles se tornaram os Austin Lone Stars em 1994.

## História
Em 1987, Fernando Marcos fundou o Austin Sockadillos. Treinado por Tony Simões, com seu assistente Wolfgang Suhnholz, a equipe jogou na Southwest Indoor Soccer League (SISL). Durante a temporada de 1988-1989, eles jogaram em casa no All Star Indoor Soccer Place.
Durante a temporada de 1989, a liga era conhecida como Southwest Outdoor Soccer League e o time era conhecido como Capital Sockadillos . Ele jogou seus jogos em casa em uma variedade de locais, incluindo Burger Center, Nelson Field e House Park.
Durante a temporada de 1989, os Sockadillos terminaram como vice-campeões para o Lubbock Lazers, mas receberam várias homenagens pós-temporada, incluindo MPV e artilheiro da liga (71 gols) Brian Monaghan, auxiliar do líder Uwe Balzis e técnico do ano Tony Simoes.
Este ano, Saeed Kadkhodaian também se tornou o dono da equipe e Suhnholz substituiu Simões como treinador principal. Kadkhodaian havia jogado pelo time nas primeiras temporadas. Ele também ocupou vários cargos na gestão de equipes. 
Em 1990, Kadkhodaian alugou o clube para o Austin Capital Soccer Club.  Em março de 1994, o time foi renomeado como Lone Stars e Suhnholz voltou como treinador principal. Nessa época, a equipe era co-propriedade de Kadkhodaian e Rick Schram .  Em fevereiro de 1997, o Lone Stars se tornou uma equipe totalmente profissional.